# Willi Orban
Dans le nom hongrois Orbán Vilmos Tamás, le nom de famille précède le prénom, mais cet article utilise l’ordre habituel en français Vilmos Tamás Orbán, où le prénom précède le nom.
Pour les articles homonymes, voir Orban.
Vilmos Tamás Orbán, dit Willi Orban, né le 3 novembre 1992 à Kaiserslautern en Allemagne, est un footballeur international hongrois qui évolue au poste de défenseur central au RB Leipzig. Il possède également la nationalité allemande.

## Biographie

### Jeunesse et formation
Orbán est né et a grandi à Kaiserslautern, Rhénanie-Palatinat, Allemagne d'un père hongrois et d'une mère d'origine polonaise. Cependant, ses parents se sont séparés quand il avait deux ans, laissant sa mère l'élever ainsi que sa sœur, Sandra. En grandissant, Orban a déclaré: « quand j'étais enfant à la maison, je tirais sur tout avec mon ballon de football. Quelques vases de fleurs et des bouteilles, rien de sauvage, mais c'était suffisant pour que maman dise : Le garçon a trop d'énergie, nous préférons l'inscrire dans un club de football. Elle a tout fait correctement ». Il a révélé que son père était un maître de karaté dans sa jeunesse. En raison de son père hongrois, Orbán possède un passeport hongrois. Orbán a fréquenté le lycée Heinrich Heine à Kaiserslautern,,. En dehors du football, Orban est un fan de musique classique et joue du violon.

### Carrière en club

#### FC Kaiserslautern

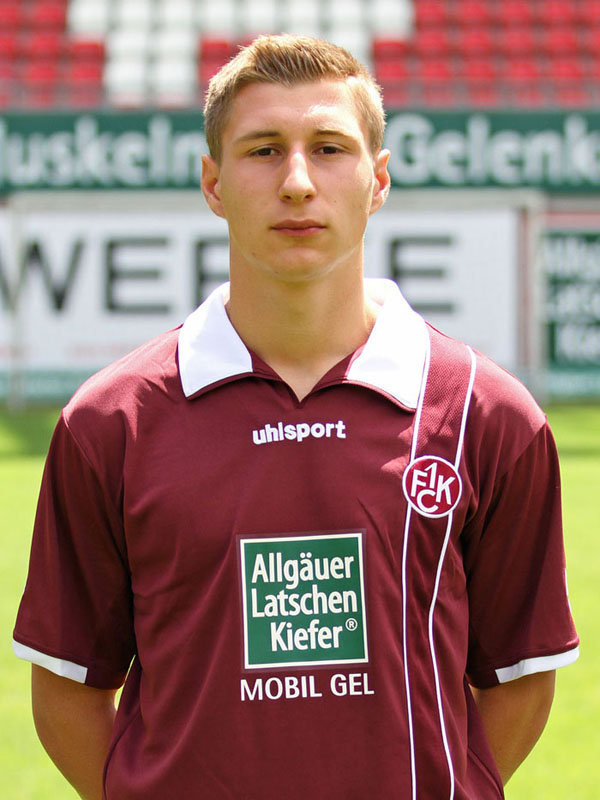
Willi Orban avec le 1. FC Kaiserslautern avant un match de coupe d'Allemagne (auquel il ne prit pas part) contre le BFC Dynamo, le 30 juillet 2011.

En juillet 2011, il signe son premier contrat pro avec le FC Kaiserslautern. Lors de la quatrième journée de Bundesliga de la saison 2011-2012 dans le match du FC Kaiserslautern contre le Bayern Munich, il fait ses débuts en Bundesliga lorsqu'il est entré en jeu à la 87e minute pour remplacer Athanásios Pétsos. Le 26 novembre 2011, il est pour la première fois titulaire dans un match contre le FC Nuremberg. En 2015, il devient capitaine de l'équipe.

#### RB Leipzig
Lors du mercato estival en 2015, Willi Orban est transféré au RB Leipzig, il y signe un contrat de 4 ans est s'engage donc jusqu'en 2019. Il a fait ses débuts en Bundesliga pour son nouveau club le 28 août 2016 dans un match à l'extérieur contre le TSG 1899 Hoffenheim qui se termine sur le score de 2-2. Depuis le début de la saison 2017-2018, il est capitaine de son équipe. Il prolonge son contrat quelque temps plus tard jusqu'en 2022.

### Carrière internationale

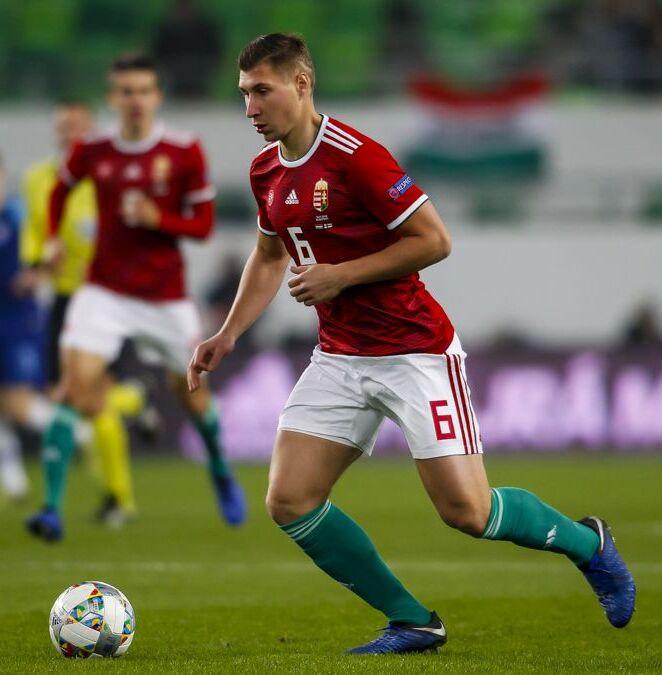
Orbán avec la Hongrie contre la Finlande en 2018

Orbán est né et a grandi en Allemagne d'un père hongrois et d'une mère polonaise, ce qui le rend éligible pour les trois équipes nationales: l'équipe nationale de l'Allemagne, l'équipe nationale de la Hongrie et l'équipe nationale de la Pologne.
Orbán a été international jeune pour l'Allemagne. En novembre 2009, il a été appelé pour la première fois en équipe des moins de 18 ans d'Allemagne U18. Cependant, il n'a jamais joué pour cette équipe malgré avoir été appelé une fois de plus. En novembre 2014, Orbán a été appelé pour la première fois en équipe des moins de 21 ans d'Allemagne U21. Il a fait ses débuts en Allemagne U21 le 13 novembre 2014, entrant en tant que remplaçant tardif lors d'une victoire 3-2 contre les moins de 21 ans des Pays-Bas U21. Orbán a ensuite participé à deux matchs avec l'équipe U21.
En août 2016, le directeur sportif du club, Ralf Rangnick, a laissé entendre qu'Orbán pourrait potentiellement jouer pour l'équipe nationale de l'Allemagne. Deux mois plus tard, il a évoqué les options dans une interview avec Bild, en disant : « Tous les trois pays restent une option, l'Allemagne en tant que l'une des meilleures nations de football au monde reste pour le moment ma première adresse ». Ses performances à Leipzig ont attiré l'attention des médias allemands concernant une éventuelle inclusion dans l'équipe pour la Coupe des confédérations de la FIFA. En réponse, Orbán a accordé deux entretiens distincts sur son choix de jouer pour l'Allemagne, exprimant son intérêt à jouer pour l'équipe nationale allemande. Cependant, Orbán n'a pas été retenu dans la sélection finale pour la Coupe des Coupe des confédérations. Malgré cela, Orbán a déclaré qu'il n'avait pas abandonné l'idée d'être appelé en équipe d'Allemagne.
Le 1er octobre 2018, Orbán a choisi de représenter la Hongrie. La décision est intervenue après que la Hongrie ait exprimé initialement son intérêt à convoquer Orbán en équipe nationale environ cinq mois auparavant. Orbán a fait ses débuts dans une défaite de 1-0 en Ligue des nations de l'UEFA contre la Grèce le 12 octobre 2018. Le 15 novembre 2018, il a marqué son premier but en équipe nationale lors du match de la Ligue C de la Ligue des nations de l'UEFA 2018-2019 contre l'Estonie au Groupama Aréna. Sept mois plus tard, le 8 juin 2019, Orbán a marqué deux fois pour l'équipe, alors que la Hongrie battait l'Azerbaïdjan sur le score de 3-1 lors des éliminatoires de l'Euro 2020 de l'UEFA. Le 8 octobre 2020, Orbán a marqué son 4e but international pour la Hongrie contre la Bulgarie lors d'une demi-finale des éliminatoires du championnat d'Europe, alors que la Hongrie l'emportait 3-1 à Sofia.
Le 1er juin 2021, Orbán a été inclus dans la liste finale de 26 joueurs pour représenter la Hongrie lors du championnat de l'UEFA Euro 2020 reprogrammé.
En mai 2024, il est sélectionné par Marco Rossi pour participer à l'Euro 2024 avec la Hongrie.

## Statistiques
| Saison                | Club                  | Championnat           | Championnat | Championnat | Coupe(s) nationale(s) | Coupe(s) nationale(s) | Supercoupe | Supercoupe | Compétition(s) continentale(s) | Compétition(s) continentale(s) | Compétition(s) continentale(s) | Hongrie | Hongrie | Total | Total |
| Saison                | Club                  | Division              | M.          | B.          | M.                    | B.                    | M.         | B.         | Comp.                          | M.                             | B.                             | M.      | B.      | M.    | B.    |
| 2011-2012             | FC Kaiserslautern     | Bundesliga            | 2           | 0           | -                     | -                     | -          | -          | -                              | -                              | -                              | -       | -       | 2     | 0     |
| 2012-2013             | FC Kaiserslautern     | 2.Bundesliga          | 9           | 1           | -                     | -                     | -          | -          | -                              | -                              | -                              | -       | -       | 9     | 1     |
| 2013-2014             | FC Kaiserslautern     | 2.Bundesliga          | 28          | 2           | 4                     | 1                     | -          | -          | -                              | -                              | -                              | -       | -       | 32    | 3     |
| 2014-2015             | FC Kaiserslautern     | 2.Bundesliga          | 31          | 4           | 3                     | 0                     | -          | -          | -                              | -                              | -                              | -       | -       | 34    | 4     |
| Sous-total            | Sous-total            | Sous-total            | 70          | 7           | 7                     | 1                     | -          | -          | -                              | -                              | -                              | -       | -       | 77    | 8     |
| 2015-2016             | RB Leipzig            | 2.Bundesliga          | 32          | 1           | 1                     | 0                     | -          | -          | -                              | -                              | -                              | -       | -       | 33    | 1     |
| 2016-2017             | RB Leipzig            | Bundesliga            | 28          | 3           | 1                     | 0                     | -          | -          | -                              | -                              | -                              | -       | -       | 29    | 3     |
| 2017-2018             | RB Leipzig            | Bundesliga            | 26          | 3           | 2                     | 0                     | -          | -          | C1+C3                          | 6+3                            | 1+0                            | -       | -       | 37    | 4     |
| 2018-2019             | RB Leipzig            | Bundesliga            | 24          | 4           | 4                     | 0                     | -          | -          | C3                             | 11                             | 0                              | 8       | 3       | 47    | 7     |
| 2019-2020             | RB Leipzig            | Bundesliga            | 12          | 1           | 2                     | 0                     | -          | -          | C1                             | 4                              | 0                              | 4       | 0       | 22    | 1     |
| 2020-2021             | RB Leipzig            | Bundesliga            | 29          | 4           | 5                     | 1                     | -          | -          | C1                             | 6                              | 0                              | 11      | 2       | 51    | 7     |
| 2021-2022             | RB Leipzig            | Bundesliga            | 30          | 2           | 6                     | 1                     | -          | -          | C1+C3                          | 4+4                            | 0+1                            | 5       | 0       | 49    | 4     |
| 2022-2023             | RB Leipzig            | Bundesliga            | 33          | 4           | 5                     | 0                     | 1          | 0          | C1                             | 8                              | 0                              | 5       | 0       | 52    | 4     |
| 2023-2024             | RB Leipzig            | Bundesliga            | 19          | 0           | -                     | -                     | 1          | 0          | C1                             | 2                              | 1                              | 4       | 0       | 26    | 1     |
| 2024-2025             | RB Leipzig            | Bundesliga            | 27          | 5           | 4                     | 0                     | -          | -          | C1                             | 8                              | 0                              | 9       | 0       | 48    | 5     |
| 2025-2026             | RB Leipzig            | Bundesliga            | 0           | 0           | 1                     | 1                     | -          | -          | -                              | -                              | -                              | 0       | 0       | 1     | 1     |
| Sous-total            | Sous-total            | Sous-total            | 261         | 28          | 31                    | 3                     | 2          | 0          | -                              | 56                             | 3                              | 57      | 5       | 407   | 39    |
| Total sur la carrière | Total sur la carrière | Total sur la carrière | 331         | 35          | 38                    | 4                     | 2          | 0          | -                              | 56                             | 3                              | 57      | 5       | 484   | 47    |

## Palmarès
|  |  | RB Leipzig - Bundesliga - Vice-Champions : 2018 - Coupe d'Allemagne - Vainqueur en 2022 et en 2023. - Finaliste en 2021. - Supercoupe d'Allemagne - Vainqueur en 2023. |